# Raiffeisen Arena (Linz)
De Raiffeisen Arena is een multifunctioneel stadion in de Oostenrijkse stad Linz. Het wordt vooral gebruikt voor voetbalwedstrijden en is de thuisbasis van voetbalclub LASK. Het stadion, dat werd geopend in 2023, biedt plaats aan 19.080 toeschouwers, waaronder een aantal staanplaatsen. Bij wedstrijden in internationale competities zijn er 17.117 beschikbare zitplekken. Het stadion staat op dezelfde plek als het oude stadion van LASK, het Linzerstadion. Dit stadion werd in 2021 afgebroken en gedurende anderhalf jaar werd er aan het nieuwe stadion gebouwd.

## Geschiedenis
Reeds in 2008 begon de zoektocht naar een geschikte locatie voor de nieuwbouw van een stadion voor LASK, dat hiervoor in het verouderde Linzerstadion speelde. In 2016 sorteerde de club voor op een nieuw stadion door te vertrekken uit het Linzerstadion en tijdelijk te gaan spelen in het stadion in het nabijgelegen Pasching, dat na intrek van LASK ook werd omgedoopt tot Raiffeisen Arena. Al snel werd de oorspronkelijke locatie van het Linzerstadion het meest geschikt bevonden voor de nieuwbouw. De andere voetbalclub uit Linz, FC Blau-Weiß Linz, was echter nog niet vertrokken uit het Linzerstadion, waardoor ook die club op zoek moest naar een nieuw onderkomen. De blauw-witten vonden met het Donauparkstadion een ander onderkomen en zouden niet meer samen met LASK een stadion delen.
De plannen voor de bouw van het nieuwe LASK-stadion werden in juli 2020 gepresenteerd en in oktober 2021, na de sloop van het Linzerstadion, werd met de bouw begonnen. Het stadion kwam gereed in februari 2023 en werd geopend met een wedstrijd tussen LASK en SC Austria Lustenau (1–0). Een maand later speelde de Oostenrijkse nationale ploeg voor het eerst in het stadion.

## Interlandoverzicht
| 1 | 24 maart 2023    | Oostenrijk – Azerbeidzjan | 4 – 1 | EK 2024 kwalificatie | 16.500 |
| 2 | 27 maart 2023    | Oostenrijk – Estland      | 2 – 1 | EK 2024 kwalificatie | 16.500 |
| 3 | 7 september 2023 | Oostenrijk – Moldavië     | 1 – 1 | Vriendschappelijk    | 13.200 |
| 4 | 10 oktober 2024  | Oostenrijk – Kazachstan   | 4 – 0 | UEFA Nations League  | 14.500 |
| 5 | 13 oktober 2024  | Oostenrijk – Noorwegen    | 5 – 1 | UEFA Nations League  | 16.500 |

Allianz Stadion (Rapid Wien) ·
CASHPOINT Arena (SCR Altach) ·
Generali Arena (Austria Wien) · 
Hofmann Personal Stadion (Blau-Weiß Linz) ·
Lavanttal-Arena (Wolfsberger AC) ·
Merkur Arena (Sturm Graz) ·
Profertil Arena (TSV Hartberg) · 
Raiffeisen Arena (LASK) ·
Reichshofstadion (Austria Lustenau) ·
Red Bull Arena (Red Bull Salzburg) ·
Tivoli Stadion Tirol (WSG Tirol) ·
Wörtherseestadion (Austria Klagenfurt)
Ernst Happelstadion (Oostenrijks nationaal team) ·
Stadion Donawitz (DSV Leoben) ·  
Franz Feketestadion (Kapfenberger SV) ·
Josko Arena (SV Ried) ·
ImmoAgenturstadion (Schwarz-Weiß Bregenz) ·
Merkur Arena (Grazer AK) ·
Motion invest Arena (Admira Wacker) ·
NV Arena (SKN Sankt Pölten) ·
Raiffeisen Arena (FC Juniors OÖ) ·
Vorwärts-Stadion (Vorwärts Steyr) · 
Gerhard Hanappistadion (Rapid Wien) ·
Lehenstadion (Austria Salzburg)